# Abbaye de Tiefenthal
L'abbaye de Tiefenthal est une maison de retraite spirituelle appartenant aux Pauvres Servantes de Jésus-Christ, les sœurs de Dernbach, située à Eltville, dans le diocèse de Limburg.

## Histoire
L'abbaye de Tiefenthal est fondée au milieu du XIIe siècle et est d'abord habitée par des sœurs des Prémontrés. Vers 1237, le couvent prend le règlement de l'ordre cistercien et est affiliée en 1242 à l'abbaye d’Eberbach. Dans le monastère, une robe de Sainte Élisabeth de Hongrie est conservée comme une relique. Un incendie détruit le monastère en 1572, il est reconstruit dans les années qui suivent.
Dans le cadre de la sécularisation, l'ordre est exproprié le 27 janvier 1803. Les bâtiments du monastère sont convertis en hospice jusqu'en 1825 puis devient le siège de plusieurs entreprises. En 1898, il devient la propriété des Pauvres Servantes de Jésus-Christ ("Arme Dienstmägde Jesu Christi" en allemand, Ancillae Domini Jesu Christi en latin). Les sœurs de ce mouvement s'installent le 23 avril de cette année.
De la fin du XIXe siècle jusqu'en 1933, le monastère est une halte sur la ligne de chemin de fer entre Eltville et Schlangenbad.
Peu de temps avant la Seconde Guerre mondiale, en 1939, les bâtiments sont de nouveau saisis et servent d'école, jusqu'en 1943 un service d'espionnage avec une station de radio de la SS est présent. Le 13 février 1945, le monastère est bombardé et brûle complètement. Le 22 août 1946, les ruines sont rendues aux sœurs de Dernbach, le couvent est reconstruit peu après. En 1990, il devient la maison de formation et de retraite spirituelle des Pauvres Servantes de Jésus-Christ.